# 11B-X-1371
یکی از کارکنان سایت GadgetZZ.com که یک وبلاگ تکنولوژِی سوئدی است ویدئویی را در یک CD مشاهده کرد که از طریق پست به دستش رسیده بود. روی آن CD تنها رشته‌ای نامفهوم از اعداد و حروف مشاهده می‌شد و حاوی هیچ اطلاعات دیگری نبود اما زمانی که جانی [گیرنده بسته] آن را روی کامپیوتر خود اجرا کرد با یک فایل ویدئویی درون آن روبرو شد. در این فیلم فردی لباسی مبدل بر تن دارد و ماسکی را به صورت زده که دارای منقار است و مانند لباسی است که پزشکان در زمان شیوع طاعون بر تن می‌کردند. سیاه پوش دستش را نشان می‌دهد که در آن جسمی شبیه چشم چشمک می‌زند. بعد سیاه پوش به بیننده اشاره می‌کند و حرکات بی‌معنی از خودش نشان می‌دهد.
جانی از این کلیپ عجیب و ترسناک سر درنمی‌آورد ولی این را متوجه شده بود که رمزهای زیادی در این ویدیو پنهان شده‌است. او چند روزی مشغول رمزگشایی ویدیو بود وقتی دید به جایی نمی‌رسد این کلیپ را در اکتبر ۲۰۱۵ در وبلاگش منتشر کرد و از کاربران خواست که به کشف رمز این کلیپ کمک کنند.
کلیپ به سرعت معروف شد و عده زیادی مشغول کشف رمز آن شدند.

## تفسیرها
چشمک‌ها ی کف دست فرد به زبان مورس جمله بی‌معنی Red lips life tenth را می‌گوید. این جمله بر اساس آناگرام تبدیل به مختصات جغرافی کاخ سفید آمریکا و این جمله می‌شود: رئیس‌جمهور را بکش.
یک کاربر سایت Reddit کشف کرد که با تبدیل صدای کلیپ به اسپکتروم جمله “تو از قبل مرده‌ای”(you are already dead) و «ما ضدویروس هستیم»(we are the antivirus) در طیف دیده می‌شود. توجه کاربران دیگر هم به اسپکتروم صدای کلیپ جلب شد و آن‌ها توانستند تصاویر عجیبی در این کلیپ کشف کنند. چند تصویر از زن‌هایی که در حال شکنجه شدن بودند در اسپکتروم دیده می‌شود.
یک نفر در لهستان توانست محلی که کلیپ در آن فیلم‌برداری شده بود را پیدا کند. یک ساختمان مخروبه در لهستان که هیچ کمکی به حل معما نکرد.
شخصی به نام «پارکر وارنر رایت» ادعا کرد که او این کلیپ را به عنوان یک کار هنری ساخته‌است و برای ثابت کردن حرفش کلیپ مشابهی را منتشر کرد. بیشتر مردم حرف پارکر را باور نکردند چون لباس سیاه پوش در این کلیپ دقیقاً همان لباسی نبود که کلیپ اول دیده می‌شد و داستانی که پارکر در مورد کلیپ تعریف می‌کرد با داستان پیدا شدن این کلیپ در اینترنت جور درنمی‌آمد. از طرف دیگر درست است که این ویدیو نشان دهنده تکنیک و مهارت بالا در ساخت کلیپ و رمزنگاری است ولی هیچ شباهتی به هنر ندارد.

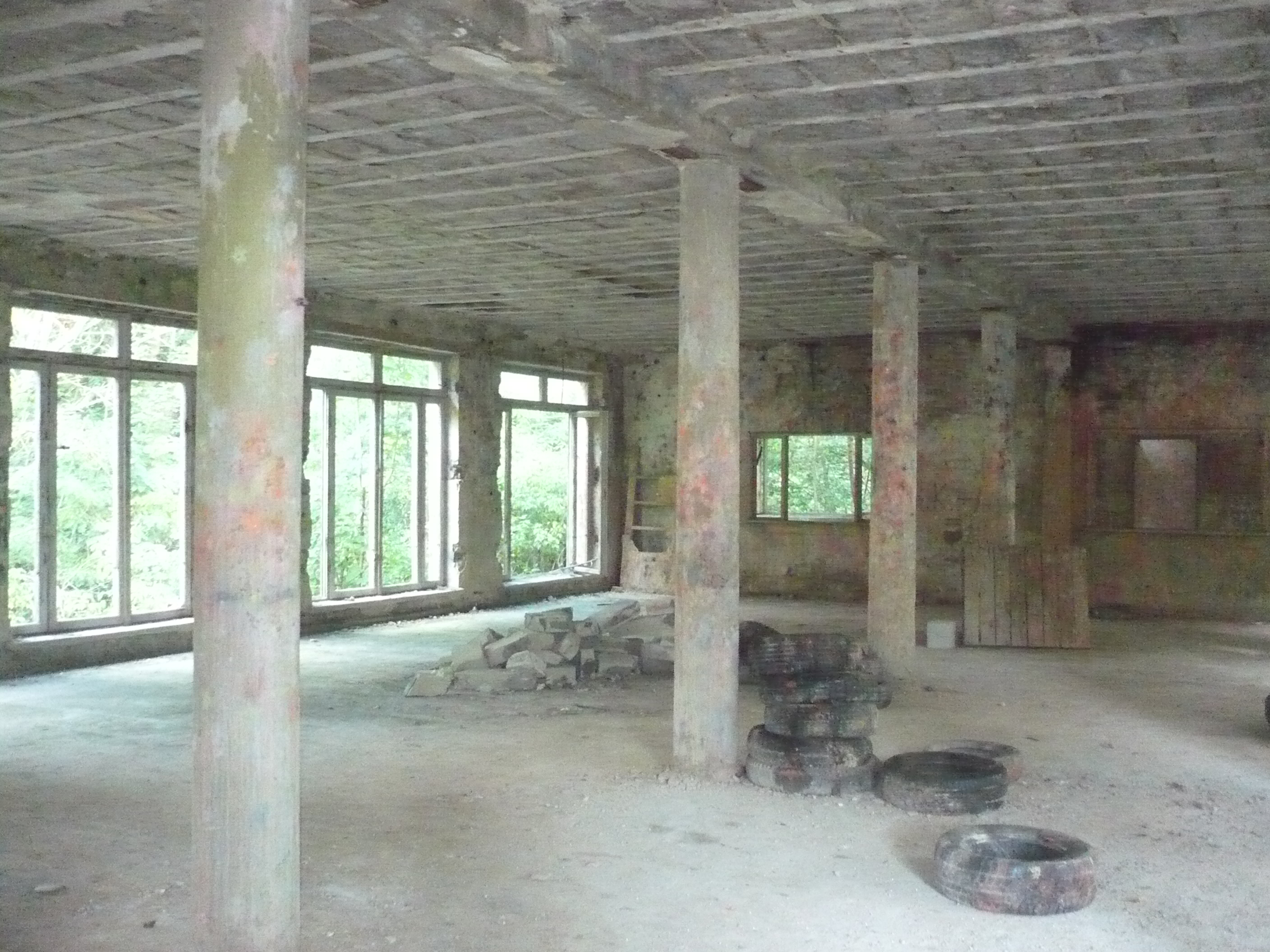
محلی که فیلم در آن فیلمبرداری شده‌است.

## حواشی
کلیدهای رمز یکی یکی کشف می‌شدند و از طرف دیگر مردم و روزنامه‌نگارها در مورد هدف ساخت این کلیپ بحث و تحقیق کردند. عده ای عقیده دارند که این کلیپ نوعی تبلیغ برای فیلم یا بازی کامپیوتری است که به زودی عرضه می‌شود. عده ای دیگر فکر می‌کنند که این کلیپ مربوط به فرقه‌های سری و شیطانی است. این گروه‌ها زبان و مراسم رمز آلودی دارند و فعالیت‌های مخفیانه ای در اینترنت انجام می‌دهند. عقیده دیگری هم وجود دارد که می‌گوید این کلیپ را یک قاتل زنجیره ای ساخته و برای ترساندن قربانی بعدی یعنی وبلاگ‌نویس «جانی کراهبلیچر» برای او فرستاده شده‌است. به عقیده برخی این ویدیو یک شوخی است و اهداف دیگری ندارد.

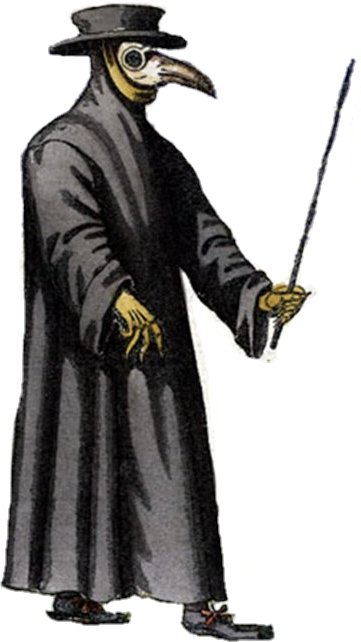
پزشکان اروپایی در قرن هفدهم میلادی در هنگام معاینهٔ بیماران مبتلا به طاعون این لباس و ماسک را می‌پوشیدند.